# Episodi di Squidbillies (nona stagione)
La nona stagione della serie televisiva Squidbillies, composta da 10 episodi, è stata trasmessa negli Stati Uniti, da Adult Swim, dal  21 settembre al 30 novembre 2014.
In Italia la stagione è inedita.
| nº | Titolo originale                                       | Prima TV USA      |
| -- | ------------------------------------------------------ | ----------------- |
| 1  | Hetero-cephalo Agenda                                  | 21 settembre 2014 |
| 2  | Limbitless                                             | 28 settembre 2014 |
| 3  | Taint Misbehavin'                                      | 5 ottobre 2014    |
| 4  | Ink Is Thicker Than Blood, Which Is Thicker Than Water | 12 ottobre 2014   |
| 5  | Bunker Down, You Hairy Dawg!                           | 19 ottobre 2014   |
| 6  | A Walk to Dignity                                      | 26 ottobre 2014   |
| 7  | Granny Hotfoot                                         | 9 novembre 2014   |
| 8  | Sheriff-in-law                                         | 16 novembre 2014  |
| 9  | Hybrid to Hell                                         | 23 novembre 2014  |
| 10 | Jose, Can You? Si!                                     | 30 novembre 2014  |

## Hetero-cephalo Agenda
- Diretto da: Jim Fortier e Dave Willis
- Scritto da: Jim Fortier e Dave Willis

### Trama
Early è un grande oppositore dei matrimoni gay e lo dimostra sposando prima un secchio di vernice, poi un aspirapolvere. Dan Halen quindi raccomanda Early di fare un salto di qualità e di sposarsi con un orso. All'inizio il calamaro decide di sposare la cosa più spaventosa mai creata, ma lo fa solo per fare pubblicità all'azienda di Dan. Il matrimonio non dura a lungo e Early viene fatto a brandelli insieme all'intero pubblico che viene sbranato e mutilato dall'orso. Di ritorno all'ospedale, lo sceriffo e Randy decidono di offrire parte della loro pelle in modo tale da coprire le parti mangiate dall'orso.
- Altri interpreti: Doug Richards (reporter).
- Ascolti USA: telespettatori 1.244.000 – rating/share 18-49 anni.[1]
- Sigla: Neko Case.[2]

## Limbitless
- Diretto da: Jim Fortier e Dave Willis
- Scritto da: Jim Fortier, Alan Steadman e Dave Willis

### Trama
Early scopre un modo per guadagnare soldi velocemente al lavoro. Essendo un calamaro i suoi tentacoli una volta tagliati possono ricrescere nel giro di poco tempo, quindi decide di usare la scusa del tentacolo tagliato con Dan, per far sì che riceva dei soldi da lui per farsi apparentemente guarire. All'inizio tutto sembra andare secondo i piani, ma il suo corpo inizia a rallentare la crescita del tentacolo ogni volta che questo viene tagliato. Dan Halen, insieme allo sceriffo, decide quindi di avviare un'indagine su ciò che Early sta realmente facendo, ma senza successo. 
- Sigla: Dwight Yoakam.[3]

## Taint Misbehavin'
- Diretto da: Jim Fortier e Dave Willis
- Scritto da: Casper Kelly, Jim Fortier e Dave Willis

### Trama
Dal dottore, Dan Halen scopre di avere il cancro ma invece di cercare una cura, decide di voler aiutare la comunità. Quindi lo fa dando un discorso motivazionale con protagonista Tommy Taint. Successivamente, Dan si converte al kemetismo e ordina alla famiglia Cuyler e allo sceriffo di costruire una piramide in suo onore.
- Guest star: Isaac Hayes III (Horus).
- Altri interpreti: Brendon Small (dottore), Dana Swanson (Donna).
- Ascolti USA: telespettatori 1.207.000 – rating/share 18-49 anni.[4]
- Sigla: Todd Rundgren.[5]

## Ink Is Thicker Than Blood, Which Is Thicker Than Water
- Diretto da: Jim Fortier e Dave Willis
- Scritto da: Jim Fortier e Dave Willis

### Trama
Dopo che Rusty è rientrato da una serata faticosa di lavoro, Early inizia a discutere con lui riguardo al suo nipotino. Early inizia a chiedersi se Rusty sia davvero un Cuyler oppure no.
- Altri interpreti: Faye Otto (Tammi), Niko Coleman (Randy Cuyler).
- Ascolti USA: telespettatori 1.412.000 – rating/share 18-49 anni.[6]
- Sigla: King Khan and the Shrines.[7]

## Bunker Down, You Hairy Dawg!
- Diretto da: Jim Fortier e Dave Willis
- Scritto da: Jim Fortier e Dave Willis

### Trama
Early fa costruire un rifugio antiatomico, ma non ha cibo da metterci in caso di emergenza. Il problema è che, oltre al cibo, gli servono anche dei soldi poiché deve pagare una fortuna per i lavori del bunker stesso. Early escogita un piano per far crollare le banche. Dalla stampa di denaro falso all'invasione di serpenti in tutta Dougal County, Early sembra determinato nel suo intento; tuttavia i serpenti sono troppi e riescono ad entrare nel bunker passando per un buco posto proprio sopra di esso. 
- Altri interpreti: Dana Swanson (Donna), Doug Richards (reporter).
- Sigla: Centro-matic.[8]

## A Walk to Dignity
- Diretto da: Jim Fortier e Dave Willis
- Scritto da: Casper Kelly, Jim Fortier e Dave Willis

### Trama
Il padre dello sceriffo infrange la legge per decostruire le barriere sociali.
- Ascolti USA: telespettatori 1.077.000 – rating/share 18-49 anni.[9]
- Sigla: Yelawolf.[10]

## Granny Hotfoot
- Diretto da: Jim Fortier e Dave Willis
- Scritto da: Will Shepard, Jim Fortier e Dave Willis

### Trama
Dopo essere stati catturati mentre cercavano di rubare delle mele, i Cuyler sono costretti a fare gare a corse con maiali.
- Guest star: Jesco White (Ga Ga Pee Pap)
- Altri interpreti: Joe Thomas (presidente), Whit Davies (Padre dello sceriffo),
- Ascolti USA: telespettatori 1.025.000 – rating/share 18-49 anni.[11]
- Sigla: Let's Active.[12]

## Sheriff-in-law
- Diretto da: Jim Fortier e Dave Willis
- Scritto da: Jim Fortier e Dave Willis

### Trama
Early si innamora e sposa la madre invalida dello sceriffo.
- Altri interpreti: Ned Hastings (Giudice).
- Ascolti USA: telespettatori 1.128.000 – rating/share 18-49 anni.[13]
- Sigla: Jan Hammer.[14]
- Note: Il logo della serie durante la sigla riprende lo stile di Miami Vice.

## Hybrid to Hell
- Diretto da: Jim Fortier e Dave Willis
- Scritto da: Jim Fortier e Dave Willis

### Trama
Early implementa il Rolling Coal tramite la tecnologia ibrida nel suo camion-barca-camion. Quando finisce il carburante, Rusty e lo sceriffo portano il suo camion da un rivenditore di auto usate (sperando di sbarazzarsene) e usano i soldi per comprare un'auto elettrica per Early.
- Altri interpreti: Shawn Coleman (narratore del documentario).
- Ascolti USA: telespettatori 846.000 – rating/share 18-49 anni.[15]
- Sigla: William Shatner.[16]

## Jose, Can You? Si!
- Diretto da: Jim Fortier e Dave Willis
- Scritto da: Jim Fortier e Dave Willis

### Trama
Early viene deportato subito dopo aver urlato agli ispanici di lasciare gli Stati Uniti. Lo sceriffo chiede in anticipo un certificato di nascita e un numero di previdenza sociale, tuttavia la madre di Early, Granny, non glielo può dare perché l'ha concepito in acque internazionali mentre si prostituiva sulle navi della Royal Navy. Early viene espulso e decide di sposare sua madre nel tentativo di riconquistare la cittadinanza. 
- Guest star: Todd Barry (Squalo parlante), Anthony "Citric" Campos (messicano).
- Sigla: Pueblo Café.[17]